# Nukak

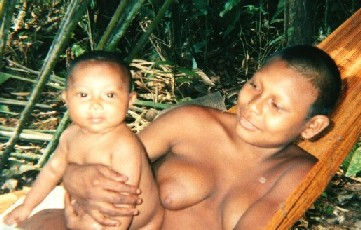
Une mère et son enfant dans un hamac (1993)

L'ethnie amérindienne Nukak (mot qui signifie « les gens » dans leur langue) vit entre les bassins du Guaviare et de l'Inirida, en Colombie. Elle fait partie des 80 groupes autochtones qui vivent dans ce pays. Les Nukak constituent l’un des six sous-groupes du peuple maku, chasseurs-cueilleurs nomades des sources de l’Amazonie du nord-ouest.

## Mode de vie
Les nukaks sont des chasseurs-collecteurs. Ils vivent en petits groupes familiaux, privilégient la forêt isolée aux rivières et sont nomades. Cette grande mobilité implique qu'ils ne possèdent que très peu de biens matériels, ces derniers devant être facilement transportables. Ils peuvent ainsi en quelques minutes rassembler leurs hamacs tissés en fibres végétales (qui constituent leur principal mobilier), leurs ustensiles et quelques autres objets dans des sacs de palmes qu'ils portent sur le dos et repartir. Les groupes familiaux se déplacent en moyenne tous les cinq jours, sur environ 7 kilomètres, reconstruisant à chaque fois une nouvelle maison.
Les Nukak se nourrissent de gibier, de singes, de poisson, de tortues, d'oiseaux, de fruits, de noix, de légumes, de tubercules, d'insectes et de miel. Les hommes chassent à l'aide de sarbacanes qui peuvent mesurer jusqu'à 3 mètres aux fléchettes enduites de curare. Les nukaks s'épilent une partie de leur chevelure et se tracent des lignes rouges sur le visage avec une préparation à base de rocou. 
Les maisons maku, construites à l'aide de branchages et de feuilles de palme, ont une structure légère d'une solidité suffisante pour leur procurer un toit et suspendre leurs hamacs. Chaque famille possède son propre foyer utilisé pour cuisiner, se réchauffer et aussi pour consumer certaines plantes afin d'éloigner les moustiques durant la nuit. 

## Un peuple en danger
Les nukaks ont été découverts en 1988 près du village de Calamar, et depuis, leur nombre a baissé, passant d'environ 1 200 individus (un recensement réalisé en 1992 par le ministère de l'intérieur indiquait 1 663 membres) à 500. Cela est dû principalement aux maladies respiratoires qu'ils attrapent au contact de la civilisation.
Leur espérance de vie ne dépasse pas aujourd'hui 43 ans.
Ils ont quitté la forêt amazonienne à cause de la guerre de la drogue faisant rage entre les FARC, les paramilitaires et l'armée colombienne. Entre novembre 2005 et avril 2006, 22 familles représentant 138 individus se sont réfugiées au campement d'Aguabonita près de San José del Guaviare. Le 9 août 2006, le HCR a lancé un appel aux groupes armés pour qu'ils laissent en paix les populations indigènes de Colombie.
En octobre 2006, un leader indien nukak s’est suicidé en ingurgitant un poison utilisé pour la pêche à la nivrée. « Il était désespéré de ne pas avoir réussi à organiser le retour des Nukak sur leur territoire, ce territoire qu’ils aiment et qu’ils veulent récupérer » a déclaré un porte-parole de l’ONIC, l’organisation indigène nationale de Colombie. Ce suicide survient peu de temps après la mort d’un garçon de neuf ans et l’épidémie de grippe qui a touché plus d’un quart du groupe. Depuis leur premier contact avec le monde extérieur en 1988, plus de la moitié du groupe a disparu et de nombreux Indiens souffrent de malnutrition, de diarrhée, de grippe et d'infections respiratoires.
En août 2008, le Tribunal Permanent des Peuples (PTT) a jugé que les Nukak étaient en « danger imminent d'extinction physique et culturelle ».
Ils vivent dans des campements précaires à la périphérie de zones rurales et vivent de mendicité. Selon diverses ONG, de nombreux enfants et adolescents finissent entre les mains de réseaux proxénètes qui échangent faveurs sexuelles contre de la nourriture, et certains d'entre eux sont dépendants à la drogue. En outre, ils subissent un « phénomène croissant de viols de mineurs indigènes dans la région de Guaviare par des hommes blancs majoritairement plus âgés, dont certains sont des militaires », souligne une enquête du média Univision Noticias. Début 2023, 118 membres de l'armée colombienne et un membre de l'armée américaine font l'objet d'une enquête pour ces crimes.

### Filmographie
- Nukak Maku, film documentaire de Carlos Rendon Zipagauta et Jean-Christophe Lamy, AVC Rainbow, Audiovisuales, 1993, 52 min (VHS)